# Fernando Albericio
Fernando Albericio (* 1953 in Barcelona) ist ein spanischer Chemiker (Peptid- und Protein-Chemie).
Albericio wurde 1981 an der Universität Barcelona bei Ernest Giralt in Chemie promoviert und war als Post-Doktorand an der Tufts University bei Victor A. Najjar, der Universität Aix-Marseille bei  Jurphaas van Rietschoten und der University of Minnesota bei George Barany. Nach seiner Rückkehr 1984 wurde er Assistenzprofessor an der Universität Barcelona. 1992 bis 1994 war er Direktor für Peptidforschung bei Milligen-Bioresearch in Boston. Ab 1995 war er wieder an der Universität Barcelona, wo er eine volle Professur erhielt. 2005 bis 2011 war er Executive Director des Barcelona Science Park. Außerdem ist er Gruppenleiter beim Institute for Research in Biomedicine (IRB) in Barcelona.
Er hatte auch seit 2016 eine Forschungsprofessur an der Universität KwaZulu-Natal in Südafrika und war Gastprofessor an der King Saud University.
Er befasst sich mit Peptid-Synthese (auch im Rahmen grüner Chemie), kombinatorischer Chemie und Synthese von Peptiden und kleinen Molekülen für therapeutische Zwecke (unter anderem ursprünglich aus dem Meer stammende Anti-Krebs-Mittel) sowie mit neuen Strategien der Medikamentenzufuhr.  Er veröffentlichte über 900 wissenschaftliche Arbeiten und hält 55 Patente (2022).
Er gründete verschiedene Biotech-Firmen.  Albericio ist im Rat der American Peptide Society und Herausgeber des International Journal of Peptide Research and Therapeutics.
2011 erhielt er den Vincent du Vigneaud Award und den Leonidas Zervas Award der European Peptide Society (EPS). Die EPS verlieh ihm auch 2024 den Josef Rudinger Memorial Award. Albericio ist Ehrendoktor der Universität Buenos Aires.

## Schriften (Auswahl)
- mit P. Lloyd-Williams,E. Giralt: Convergent solid-phase peptide synthesis, Tetrahedron, Band 49, 1993, S. 11065–11133
- mit Paul Lloyd-Williams, Ernest Giralt: Chemical approaches to the synthesis of peptides and proteins, CRC Press 1997
- mit Steven A. Kates (Hrsg.): Solid-Phase Synthesis: A Practical Guide, CRC Press 2000
- mit T. Bruckhofer,O. Marder: From production of peptides in milligram amounts for research to multi-tons quantities for drugs of the future, Current Pharmaceutical Biotechnology, Band 5, 2004,S. 29–43
- Developments in peptide and amide synthesis, Current Opinion in Chemical Biology, Band 8, S. 211–221
- mit L. Crespo u. a.: Peptide and amide bond-containing dendrimers, Chemical Reviews, Band 105, 2005, S. 1663–1682
- mit Judit Tulla-Puche (Hrsg.): The Power of Functional Resins in Organic Synthesis, Wiley-VCH 2008
- mit A. Isidro-Llobet,M. Alvarez: Amino acid-protecting groups, Chemical Reviews, Band 109, 2009, S. 2455–2504
- mit A. El-Faham: Peptide coupling reagents, more than a letter soup, Chemical Reviews, Band 111, 2011, S. 6557–6602
- mit G. Vilar, J.Tulla-Puche: Polymers and drug delivery systems, Current Drug Delivery, Band 9, 2012, S. 367–394
- mit M. Gongora-Benitez, J. Tulla-Puche: Multifaceted roles of disulfide bonds. Peptides as therapeutics, Chemical Reviews, Band 114, 2014, S. 901–926
- mit Y. E.Jad u. a.: Green solid-phase peptide synthesis 2. 2-Methyltetrahydrofuran and ethyl acetate for solid-phase peptide synthesis under green conditions, ACS Sustainable Chemistry & Engineering, Band 4, 2016, S. 6809–6814